# 小林道夫 (哲学者)
小林 道夫（こばやし みちお、1945年10月19日 - 2015年6月2日）は、日本の哲学者。専門は、西洋近世哲学・科学哲学。学位は、Doctorat de troisième cycle（パリ大学・1979年）。京都大学名誉教授、日本学士院会員。
大阪市立大学文学部教授、京都大学大学院文学研究科教授、龍谷大学文学部特任教授などを歴任した。

## 概要
デカルトと自然科学の関係、科学哲学を専攻する哲学者である。1994年より日本科学哲学会理事。大阪市立大学教授、京都大学教授を経て、京都大学名誉教授、龍谷大学特任教授。日本学士院会員。

## 略歴
- 1969年 京都大学文学部哲学科卒
- 1979年 フランス・ソルボンヌ大学博士号取得
- 2004年 大阪市立大学教授を経て京都大学教授
- 2008年 京大定年退任、名誉教授、龍谷大学教授
- 2013年 日本学士院会員に選ばれる。
- 2015年6月2日、肝不全のため死去[1][2]。69歳没。

## 賞歴
- 2001年 『デカルトの自然哲学』で日本学士院賞受賞。
- 2008年 共編『哲学の歴史』で、毎日出版文化賞受賞。

## 著書
- La philosophie naturelle de Descartes, Vrin, 1993
- 『デカルト哲学の体系―自然学・形而上学・道徳論』勁草書房、1995年
- 『デカルトの自然哲学』岩波書店、1996年
- 『科学哲学』産業図書、1996年
- 『デカルト哲学とその射程』弘文堂、2000年、オンデマンド版2014年
- 『デカルト入門』ちくま新書、2006年
- 『科学の世界と心の哲学 心は科学で解明できるか』中公新書、2009年

## 共編著
- La philosophie de Descartes et son intuitionnisme. In : RASHED Roshdi, PELLEGRIN Pierre, dir. Philosophie des mathématiques et théorie de la connaissance. L’Œuvre de Jules Vuillemin. – Paris : Albert Blanchard, 2005. – p. 311-328.
- 『哲学の歴史』全12巻、内山勝利・中川純男・松永澄夫共編、中央公論新社 2007年 - 2008年。
  - 『哲学の歴史5 デカルト革命 17世紀』中央公論新社、2007年。責任編集
- 『哲学を読む―考える愉しみのために』大浦康介・富永茂樹共編、人文書院、2000年6月。ISBN 978-4409040478
- 『フランス哲学・思想事典』坂部恵、小林康夫・松永澄夫共編、弘文堂、1999年1月。ISBN 978-4335150432
- 『デカルト読本』湯川佳一郎共編、法政大学出版局、1998年10月。ISBN 978-4588150302
- 『科学の名著（第2期 7）』井上庄七共編、朝日出版社、1988年11月。ISBN 978-4255880303
- 『自然観の展開と形而上学―西洋古代より現代まで』井上庄七共編、紀伊国屋書店、1988年4月。ISBN 978-4314005005
- 『科学と哲学―論理・物理・心・言語』内井惣七共編、昭和堂、1988年10月。ISBN 978-4812288122

## 翻訳
- 『中国学・地質学・普遍学』ゴットフリート・ライプニッツ／山下正男・谷本勉・松田毅共訳、工作舎、1991年1月。ISBN 978-4875021933
- 『物理理論の目的と構造』ピエール・デュエム／安孫子信・熊谷陽一共訳、勁草書房、1991年1月。ISBN 978-4326100880
- 『デカルトの著作と体系』ジュヌヴィエーヴ・ロディス=レヴィス／川添信介共訳、紀伊国屋書店、1990年12月。ISBN 978-4314005456
- 『第2期 科学の名著6 哲学原理』ルネ・デカルト／水野和久・平松希伊子・井上庄七共訳、朝日出版社、1988年7月。ISBN 978-4255880297